# Ngampeldento
Ngampeldento is een bestuurslaag in het regentschap Magelang van de provincie Midden-Java, Indonesië. Ngampeldento telt 1713 inwoners (volkstelling 2010).